# 1111
1111 (MCXI) je bilo navadno leto, ki se je po julijanskem koledarju začelo na nedeljo.

## Dogodki

### Evropa

#### Investiturni boj
- Rimsko-nemški cesar Henrik V. nadaljuje z italijansko kampanjo. Februarja prispe do Rima in se nastani na Vatikanskem griču.↓
- 12. februar → Henrik V. poda papežu Pashalu II. ponudbo, naj ga krona za cesarja, v zameno pa je pripravljen odstopiti od investiture. Papež predlog zavrne. ↓
- → Med aretacijo papeža Pashala II. in šestnajstih kardinalov je v vsesplošnem prerivanju ranjen cesar Henrik V.↓
- → Papeža poskuša rešiti kapuanski knez Robert I., zaustavi ga procesarski tuskulumski grof Ptolemaj I.
- 13. april  - Kronanje Henrika V. za cesarja Svetega rimskega cesarstva. Po kronanju Henrik papeža izpusti in se vrne v Nemčijo.
- oktober - Koncil na Dunaju: eden najvplivnejših klerikov dunajski nadškof Guido Burgundski izobči rimsko-nemškega cesarja Henrika V. in razglasi vse prisege, dosežene z nasiljem za nične. Kakorkoli, papež mu ne pritegne in se vzdrži obsodb proti cesarju.

#### Kastiljski dvor
- Razprtije v zakonu med aragonskim kraljem Alfonzom I. in kastiljsko regentinjo Urako, ki naj bi zbližal kraljevini Kastilija in Aragon, se končajo na bojnem polju. ↓
- 26. oktober → Bitka pri Candespini: vojska Alfonza I. Aragonskega se spopade z vojsko soproge Urake. Njeno vojsko vodi v boj grof in ljubimec Gómez González, ki umre v boju. Na bojnem polju in tudi v postelji ga zamenja nov Urakin ljubimec grof Pedro González de Lara. Nekaj tednov kasneje:↓
- → Bitka pri Viadangosu: Alfonz I. Aragonski na bojnem polju iz zasede ponovno premaga svojo soprogo Urako, v imenu katere se bojuje njen novi ljubimec. V bitki jo skoraj skupi njen 6. letni sin iz prvega zakona in titularni nosilec kastiljske oblasti Alfonz Raimúndez, kasnejši kralj Alfonz VII.↓
- → Santiago de Compostela: kronanje Alfonza Raimúndeza za kralja Galicije.

#### Ostalo v Evropi
- 5. oktober - V eni od bitk med francoskim plemstvom umre flandrijski grof Robert II.. Nasledi ga njegov sin Baldvin VII.
- Norveški križarski pohod: kralj Sigurd se preko Konstantinopla po kopnem vrača domov.
- Umrlega apulijskega vojvodo Rogerija Borso nasledi njegov sin Vilijem II.

### Azija
- Bitka pri Shaizarju: večja, neodločena bitka med združenimi križarskimi silami pod vodstvom jerzalemskega kralja Baldvina I. in združenimi seldžuškimi silami pod vodstvom sultana Mehmeda Taparja. Bitka je bolj niz majhnih spopadov, s katerimi so Seldžuki poskušali prisiliti križarje v odprt boj, kar pa jim ni uspelo.
- Križarji neuspešno oblegajo Tir.
- Šri Lanka: umrlega kralja šrilanškega kraljestva Polonnaruwa Džajabahuja II. nasledi Vikramabahu I.

## Rojstva
- Andrej Bogoljubski, veliki knez Vladimir-Suzdala († 1174)
- Henrik II., vojvoda Limburga († 1167)

## Smrti
- 22. februar - Rogerij Borsa, apulijski vojvoda (* 1060)
- 3. marec - Bohemod I., tarantski in antiohijski knez, križar (* 1054)
- 2. april - Eufemija Ogrska, češka vojvodinja žena (* 1045/1050?)
- 17. april - Robert iz Molesmeja, opat in eden od ustanoviteljev reda cisterjancev (* 1029)
- 5. oktober - Robert II., flandrijski grof, križar (* 1065)
- 8. november - Oton II. Habsburški, grof
- 19. december - Al-Gazali - perzijski teolog, mistik in učenjak enciklopedične izobrazbe (* 1057)

Neznan datum
- Džajabahu II., šrilanški kralj
- protipapež Silvester IV.